# Žalm 72

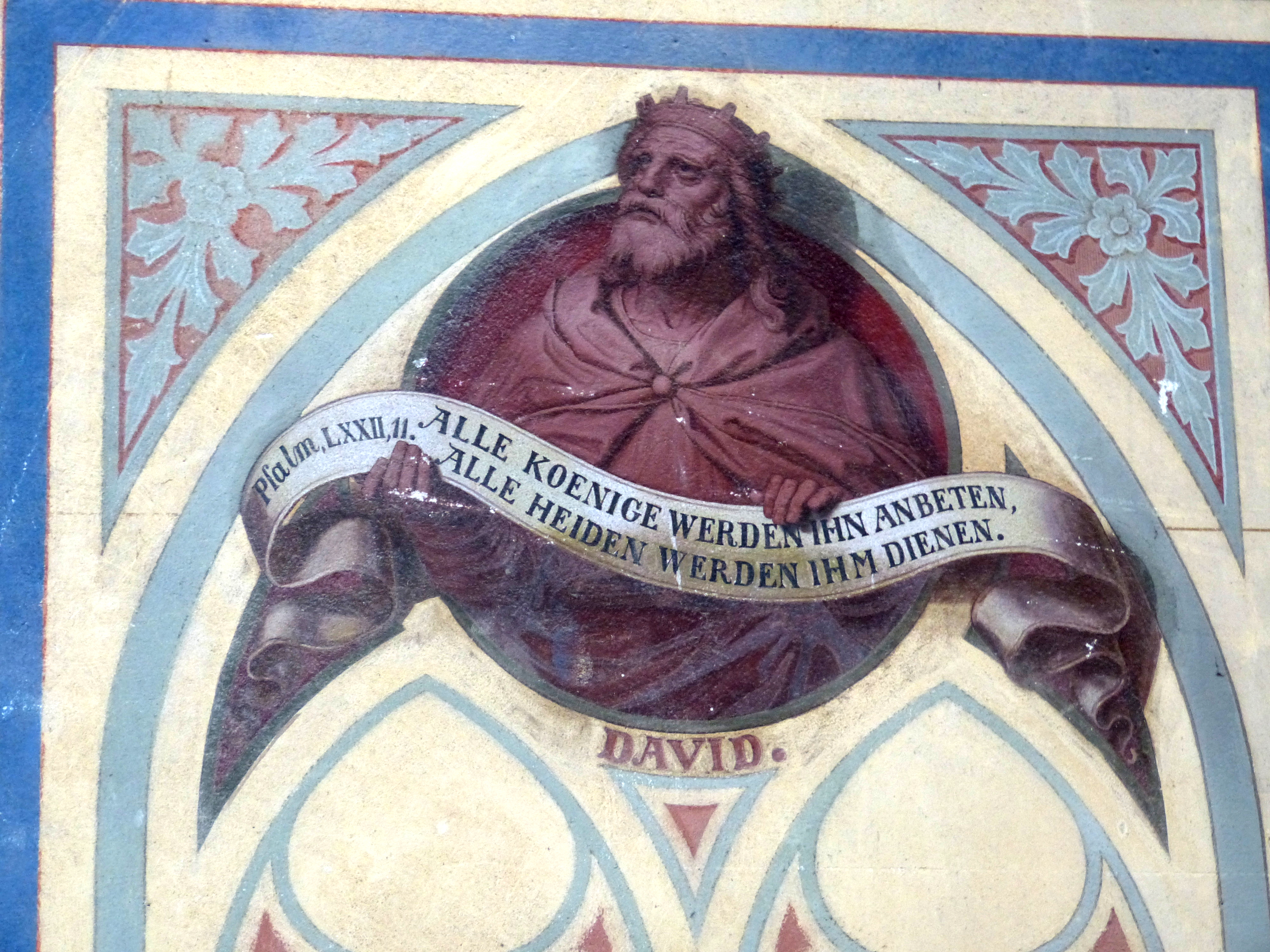
Barth (Západní Pomořansko). Kostel Panny Marie: freska od Carla Gottfrieda Pfannschmidta (1860) zobrazující krále Davida s citátem Žalmu 72,11: "Všichni králové se mu budou klanět, všechny národy mu budou sloužit."

Žalm 72 („Bože, předej své soudy králi“) je biblický žalm. V překladech, které číslují podle Septuaginty, se jedná o 71. žalm. Žalm je nadepsán tímto slovem: „Šalomounův.“ Mnozí vykladači toto nadepsání nepovažují ani tak za informaci o autorství, jako spíše o obsahu, jež se týká prosby, aby král měl dar soudcovské moudrosti, jakou měl král Šalomoun, a aby tato moudrost byla nedílnou součástí jeho vladařské moci.

## Užití v liturgii
V židovské liturgii je podle siduru 18. a 19. verš žalmu součástí každodenní ranní modlitby, a to v části zvané Psukej de-zimra („Verše písní“), v odstavci, jenž v hebrejštině začíná slovy Baruch ha-Šem le-olam („Pochválen budiž Hospodin na věky“). Celý tento odstavec je pojímán jako mohutný výkřik lásky k Hospodinu. Spis Šimuš Tehilim („Užití Žalmů“), jehož autorem je zřejmě židovský učenec Chaj Ga'on (939–1038), navíc uvádí, že recitace 72. žalmu může být prospěšná tomu, kdo chce získat náklonnost jiných lidí.